# Rudolf Nierlich
Rudolf Nierlich (ur. 20 lutego 1966 w St. Wolfgang im Salzkammergut, zm. 18 maja 1991 tamże) – austriacki narciarz alpejski, specjalista konkurencji technicznych, trzykrotny mistrz świata.

## Kariera
Po raz pierwszy na arenie międzynarodowej pojawił się w 1984 roku, startując na mistrzostwach świata juniorów w Sugarloaf. Zdobył tam złoty medal w gigancie.
Pierwsze punkty w zawodach w zawodach Pucharu Świata zdobył 17 grudnia 1984 roku w Madonna di Campiglio, zajmując 15. miejsce w kombinacji. Na podium zawodów tego cyklu po raz pierwszy stanął 22 marca 1987 roku w Sarajewie, gdzie rywalizację w gigancie zakończył na trzeciej pozycji. W zawodach tych wyprzedzili go jedynie Marc Girardelli z Luksemburga i Joël Gaspoz ze Szwajcarii. Łącznie 23 razy stawał na podium, odnosząc przy tym osiem zwycięstw: 30 stycznia 1988 roku w Schladming, 10 stycznia 1989 roku w Kirchberg in Tirol i 3 marca 1989 roku w Furano był najlepszy w gigancie, a 22 stycznia 1989 roku w Wengen, 10 marca 1989 roku w Shiga Kōgen, 21 stycznia 1990 roku w Kitzbühel, 26 lutego 1991 roku w Oppdal i 10 marca 1991 roku w Aspen triumfował w slalomie. Najlepsze wyniki osiągnął w sezonie 1990/1991, kiedy to zajął trzecie miejsce w klasyfikacji generalnej i klasyfikacji slalomu, a w klasyfikacji giganta był drugi, ulegając tylko Włochowi Alberto Tombie. Ponadto w sezonie 1988/1989 zajął trzecie miejsce w klasyfikacji giganta.
W 1987 roku wystąpił na mistrzostwach świata w Crans-Montana, gdzie zajął siódme miejsce w supergigancie, a slalomu i giganta nie ukończył. Na rozgrywanych dwa lata później mistrzostwach świata w Vail zdobył złote medale w obu tych konkurencjach. Najpierw triumfował gigancie, wyprzedzając swego rodaka, Helmuta Mayera i Szwajcara Pirmina Zurbriggena. Trzy dni później był najlepszy w slalomie, pokonując Armina Bittnera z RFN i Marca Girardellego. Kolejny złoty medal wywalczył podczas mistrzostw świata w Saalbach w 1991 roku, plasując się przed Ursem Kälinem ze Szwajcarii i Szwedem Johanem Wallnerem. Brał też udział w igrzyskach olimpijskich w Calgary w 1988 roku, gdzie był piąty w gigancie, a rywalizacji w slalomie nie ukończył.
Znany był z ryzykownego stylu jazdy; sprawiało to, że często nie kończył zawodów.
Zginął w wypadku samochodowym.

## Osiągnięcia

### Igrzyska olimpijskie
| Miejsce | Dzień     | Rok  | Miejscowość | Konkurencja | Czas biegu | Strata | Zwycięzca     |
| ------- | --------- | ---- | ----------- | ----------- | ---------- | ------ | ------------- |
| 5.      | 25 lutego | 1988 | Calgary     | Gigant      | 2:06,37    | +2,55  | Alberto Tomba |
| DNF1    | 27 lutego | 1988 | Calgary     | Slalom      | 1:39,47    | -      | Alberto Tomba |

### Mistrzostwa świata
| Miejsce | Dzień       | Rok  | Miejscowość   | Konkurencja | Czas biegu | Strata | Zwycięzca         |
| ------- | ----------- | ---- | ------------- | ----------- | ---------- | ------ | ----------------- |
| 7.      | 2 lutego    | 1987 | Crans-Montana | Supergigant | 1:19,93    | +2,27  | Pirmin Zurbriggen |
| DNF1    | 4 lutego    | 1987 | Crans-Montana | Gigant      | 2:32,38    | -      | Pirmin Zurbriggen |
| DSQ1    | 8 lutego    | 1987 | Crans-Montana | Slalom      | 1:54,63    | -      | Frank Wörndl      |
| 1.      | 9 lutego    | 1989 | Vail          | Gigant      | 2:37,66    | -      | -                 |
| 1.      | 12 lutego   | 1989 | Vail          | Slalom      | 2:02,85    | -      | -                 |
| 1.      | 3 lutego    | 1991 | Saalbach      | Gigant      | 2:29,94    | -      | -                 |
| DNF2    | 22 stycznia | 1991 | Saalbach      | Slalom      | 1:55,38    | -      | Marc Girardelli   |

### Mistrzostwa świata juniorów
| Miejsce | Dzień     | Rok  | Miejscowość | Konkurencja | Czas biegu | Strata | Zwycięzca |
| ------- | --------- | ---- | ----------- | ----------- | ---------- | ------ | --------- |
| 1.      | 21 lutego | 1984 | Sugarloaf   | Gigant      | 2:53,64    | -      | -         |

### Puchar Świata

#### Miejsca w klasyfikacji generalnej
- sezon 1984/1985: 110.
- sezon 1986/1987: 19.
- sezon 1987/1988: 17.
- sezon 1988/1989: 6.
- sezon 1989/1990: 10.
- sezon 1990/1991: 3.

#### Zwycięstwa w zawodach
1. Schladming – 30 stycznia 1988 (gigant)
2. Kirchberg in Tirol – 10 stycznia 1989 (gigant)
3. Wengen – 22 stycznia 1989 (slalom)
4. Furano – 3 marca 1989 (gigant)
5. Shiga Kōgen – 10 marca 1989 (slalom)
6. Kitzbühel – 21 stycznia 1990 (slalom)
7. Oppdal – 26 lutego 1991 (slalom)
8. Aspen – 10 marca 1991 (slalom)

#### Pozostałe miejsca na podium
1. Sarajewo – 22 marca 1987 (gigant) – 3. miejsce
2. Alta Badia – 13 grudnia 1987 (gigant) – 2. miejsce
3. Madonna di Campiglio – 16 grudnia 1987 (slalom) – 2. miejsce
4. Val Thorens – 29 listopada 1988 (gigant) – 2. miejsce
5. Kitzbühel – 15 stycznia 1989 (slalom) – 3. miejsce
6. Alta Badia – 14 stycznia 1990 (gigant) – 3. miejsce
7. Veysonnaz – 23 stycznia 1990 (gigant) – 3. miejsce
8. Sälen – 12 marca 1990 (slalom) – 2. miejsce
9. Sestriere – 11 grudnia 1990 (slalom) – 3. miejsce
10. Kitzbühel – 13 stycznia 1991 (slalom) – 3. miejsce
11. Adelboden – 15 stycznia 1991 (gigant) – 3. miejsce
12. Lillehammer – 1 marca 1991 (gigant) – 2. miejsce
13. Aspen – 9 marca 1991 (gigant) – 2. miejsce
14. Waterville Valley – 21 marca 1991 (gigant) – 3. miejsce
15. Waterville Valley – 23 marca 1991 (slalom) – 2. miejsce